# Titius Aristo
Titius Aristo war ein klassischer römischer Jurist, der um die Wende vom 1. zum 2. Jahrhundert n. Chr. wirkte.
Er war Schüler des Gaius Cassius Longinus und wird von Plinius dem Jüngeren näher beschrieben. Er stammte aus einfachen Verhältnissen und über seine Lebensumstände ist nur wenig bekannt. Aus einer durch Papinian überlieferten Notiz, wonach Aristo und Neraz Kaiser Trajan zu einer Emanzipation gedrängt hätten, wurde gefolgert, dass beide dem Consilium des Trajan angehört hätten. Sein Name lässt vermuten, dass er entweder einer griechischsprachigen Region entstammte oder Freigelassener war oder von einem solchen abstammte.
Aristo schrieb das originelle Werk Decreta Frontiana („Entscheidungen unter Fronto“). Posthum hatte Sextus Pomponius wohl die Digestorum libri Aristos herausgegeben.